# Flessura duodeno-digiunale
Nell'anatomia umana la flessura duodeno-digiunale o angolo di Treitz è il bordo che separa il duodeno e il digiuno: il muscolo sospensore del duodeno o muscolo di Treitz, si fissa proprio su questa flessura. 

## Anatomia
La quarta parte del duodeno (chiamata anche porzione ascendente) si unisce in alto al digiuno attraverso tale flessura. Viene fissata grazie al lavoro di alcuni muscoli: il muscolo del Treitz e muscolo diaframma (la sua parte sinistra). 
La flessura duodeno-digiunale si trova a sx della colonna vertebrale e proietta in L2 circa.